# Menhir da Meada
Koordinaten: 39° 29′ 45,8″ N, 7° 26′ 44,5″ W

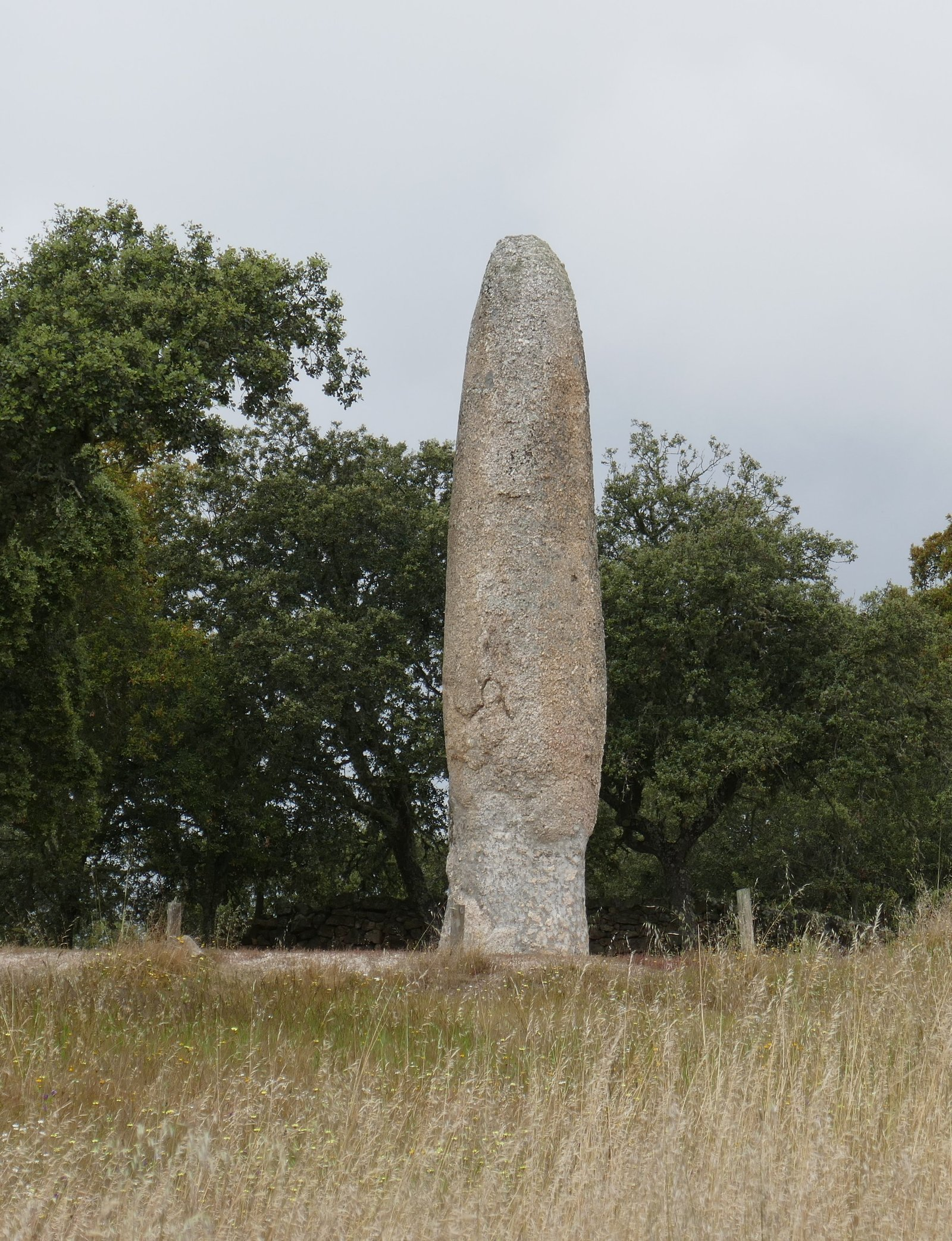
Menhir da Meada

Der im Jahr 1995 restaurierte und wieder aufgerichtete Menhir da Meada im Osten des Distrikt Portalegre und der Region Alentejo in Portugal ist der größte auf der Iberischen Halbinsel. Seit 2013 ist der Menhir als Monumento Nacional geschützt.

## Lage
Der Menhir steht im Naturpark Serra de São Mamede ungefähr 11 km (Fahrtstrecke) nördlich der Kleinstadt Castelo de Vide in einer Höhe von ca. 750 m rechts der Straße nach Póvoa e Meadas in der Flur Tapada do Cilindro, deren Name auf den Monolithen verweist.

## Steinmaterial
Der etwa 7,15 m hohe Menhir steht auf der geologischen Grenze zwischen Granit und Schiefer und besteht aus porphyrischem, grobkörnigem Granit, der in der Gegend ansteht. Er war vor seiner Restaurierung etwa 1,2 m über dem Boden abgebrochen; der Stumpf steckte noch 0,35 m im Boden und war mit Lehm und Steinen verkeilt. Die Verkeilung erwies sich allerdings als ungenügend, um den zusammengesetzten und aufgerichteten Menhir zu stabilisieren. Man geht davon aus, dass der Boden hier ursprünglich höher anstand und ein Steinring, auf den vereinzelte Blöcke hindeuten, die man bei der Ausgrabung fand, das Monument umgab.
Granit- und Schiefergebiete weisen unterschiedlichen Bewuchs auf. Da sie deshalb Ackerbau oder Viehzucht betreibende Bevölkerungen bedingen könnten, deutet man einige Menhire auch als Grenzmarken zwischen unterschiedlichen Bevölkerungsgruppen während der Megalithkultur.

## Geschichte
Die ältesten Menhire Portugals stammen wahrscheinlich aus der Zeit zwischen 5000 und 4000 v. Chr. Das genaue Alter des Menhir da Meada ist unklar; irgendwann brach er (vielleicht durch menschliches Zutun) in ca. 1,20 m Höhe über dem Bodenniveau ab und wurde erst Ende des 20. Jahrhunderts wieder aufgestellt.

## Sonstiges
Der Menhir von Meada und gehört zu einer Reihe von insgesamt vier Menhiren, die untereinander Sichtverbindung haben. Tegulae-Funde in den oberen Schichten der Grabung weisen auf römische Präsenz zu einer Zeit, als der Menhir bereits umgestürzt war und seine ursprüngliche Bedeutung eingebüßt hatte.